# Utschgraben
Der Utschgraben ist ein Kerbtal im nördlichsten Abschnitt der Gleinalpe. Darüber hinaus ist Utschgraben der Name der im Tal gelegenen Streusiedlung.

## Name
Der Utschgraben wurde 1148 als Zeittes (lies ze Ittes) erstmals schriftlich erwähnt. Der Name leitet sich von einem slawischen Personennamen *Utěša ab.

## Lage und Umgebung
Der Utschgraben befindet sich am Nordende der Gleinalpe. Er ist ein Seitental des Murtales und beginnt etwas westlich der Stadt Bruck an der Mur, bei der zu Oberaich gehörigen Ortschaft Utschtal. Von dort führt er zwischen den Bergen Roßeck und Dürreck (einem Teil des Brucker Hochangers) einige Kilometer nach Süden in das Gebirge. Im Süden stößt er an die Hochalpe. Der wasserreiche Graben entwässert über den Utschbach, der direkt in die Mur mündet.
Der Talschluss des Utschgrabens verzweigt sich in mehrere Seitengräben, von denen zwei verkehrstechnische Bedeutung – heute jedoch nur mehr für Wanderer – haben: Ein Graben führt nach Südwesten zum Trasattel, von wo das Gebirge durch den Gößgraben nach Leoben verlassen werden kann. Ein anderer Graben führt nach Osten über die in den Sommermonaten bewirtschaftete Utschmoaralm zum Eisenpass und von dort weiter nach Pernegg an der Mur. Der Talschluss des Utschgrabens bildet damit quasi eine T-Kreuzung innerhalb des Gebirges, die eine Abkürzung des „Murknies“ bei Bruck ermöglicht. Heute ist der Utschgraben nur auf den ersten Kilometern öffentlich befahrbar.

### Koloman-Wallisch-Gedenkweg
Infolge der Niederschlagung der Februarkämpfe 1934 flüchtete der politische Anführer der Aufständischen in der Obersteiermark, Koloman Wallisch, am 13. Februar mit rund 400 Unterstützern von Bruck durch den Utschgraben ins Gebirge. Sie wurden jedoch nach wenigen Tagen durch die widrigen Umstände und vorrückende Gendarmerie- und Militäreinheiten zum Aufgeben gezwungen. Kolomann Wallisch wurde am 18. Februar auf der Flucht erkannt, verhaftet, am Folgetag standrechtlich zum Tode verurteilt und gehängt.
Im Gedenken an die Ereignisse wurde 2004 der Koloman-Wallisch-Gedenkweg eingerichtet, der Wallisch' Fluchtweg von Oberaich durch den Utschgraben und über den Eisenpass nach Nordosten auf den Hochanger nachzeichnet. Er entstand als Projekt der BHAK Bruck an der Mur im Auftrag der AGKW (Aktionsgemeinschaft Koloman Wallisch) in Zusammenarbeit mit der ARGE Jugend gegen Gewalt und Rassismus. 2022 wurden die in die Jahre gekommenen Tafeln erneuert. Der Weg vermittelt mit 12 Tafeln die politischen und sozialen Umstände der damaligen Zeit, den Verlauf des Aufstandes und die Biographien der wichtigsten Akteure.
Tatsächlich war die Route der Aufständischen, die ursprünglich nach Süden in Richtung Jugoslawien entkommen wollten, komplizierter als der Verlauf des Gedenkweges. So kam es z. B. am 14. Februar auf einer südlich oberhalb des Eisenpasses gelegenen Anhöhe zu einem Gefecht, an dessen Opfer auf Seiten des Staates heute das Gendarmeriekreuz erinnert.

Galerie
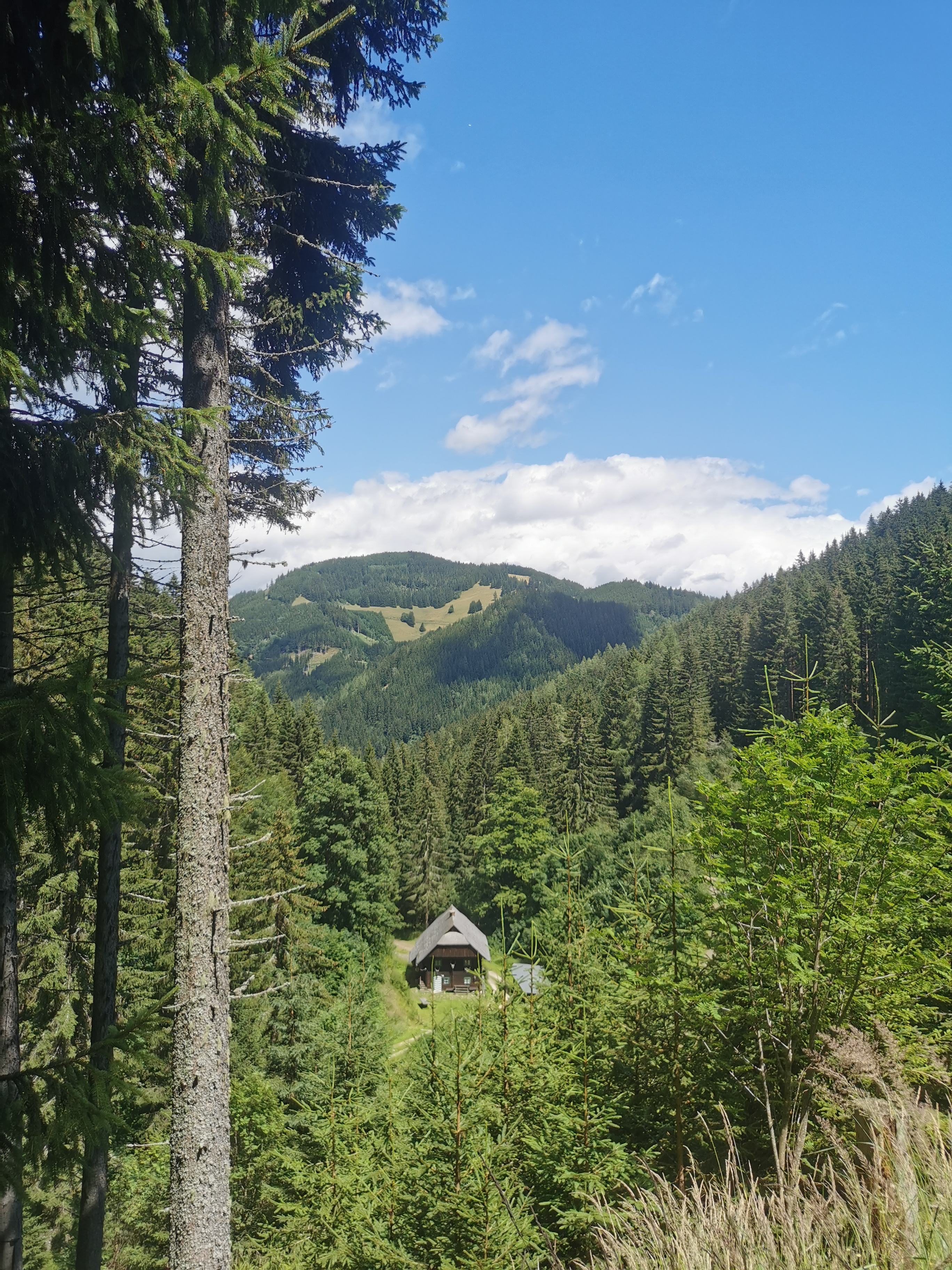
Blick von Südwesten über den Talschluss des Utschgrabens auf Dürreck/Hochanger.
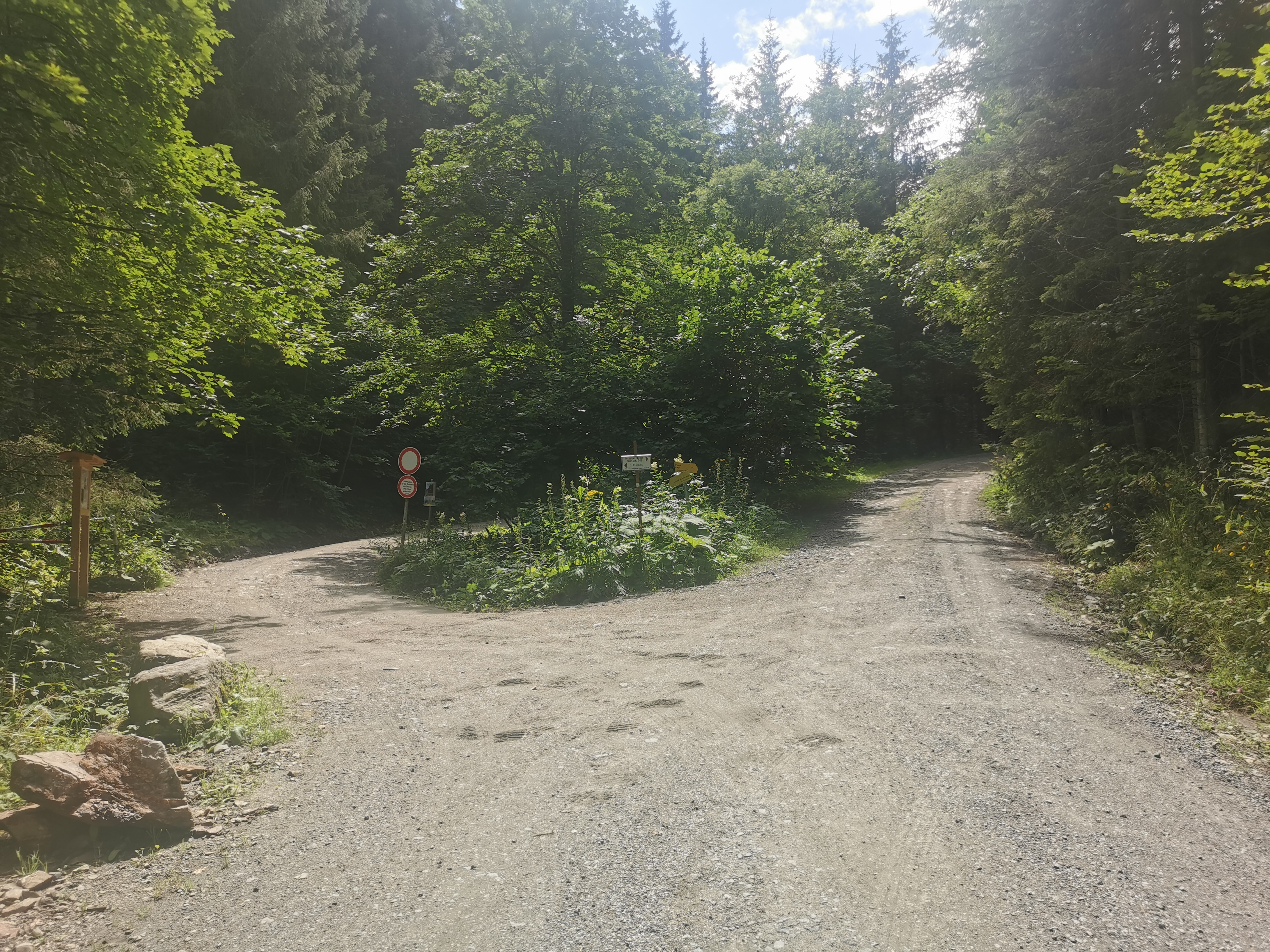
Weggabelung am Ende des Utschgrabens: Links zum Eisenpass, rechts zum Trasattel.
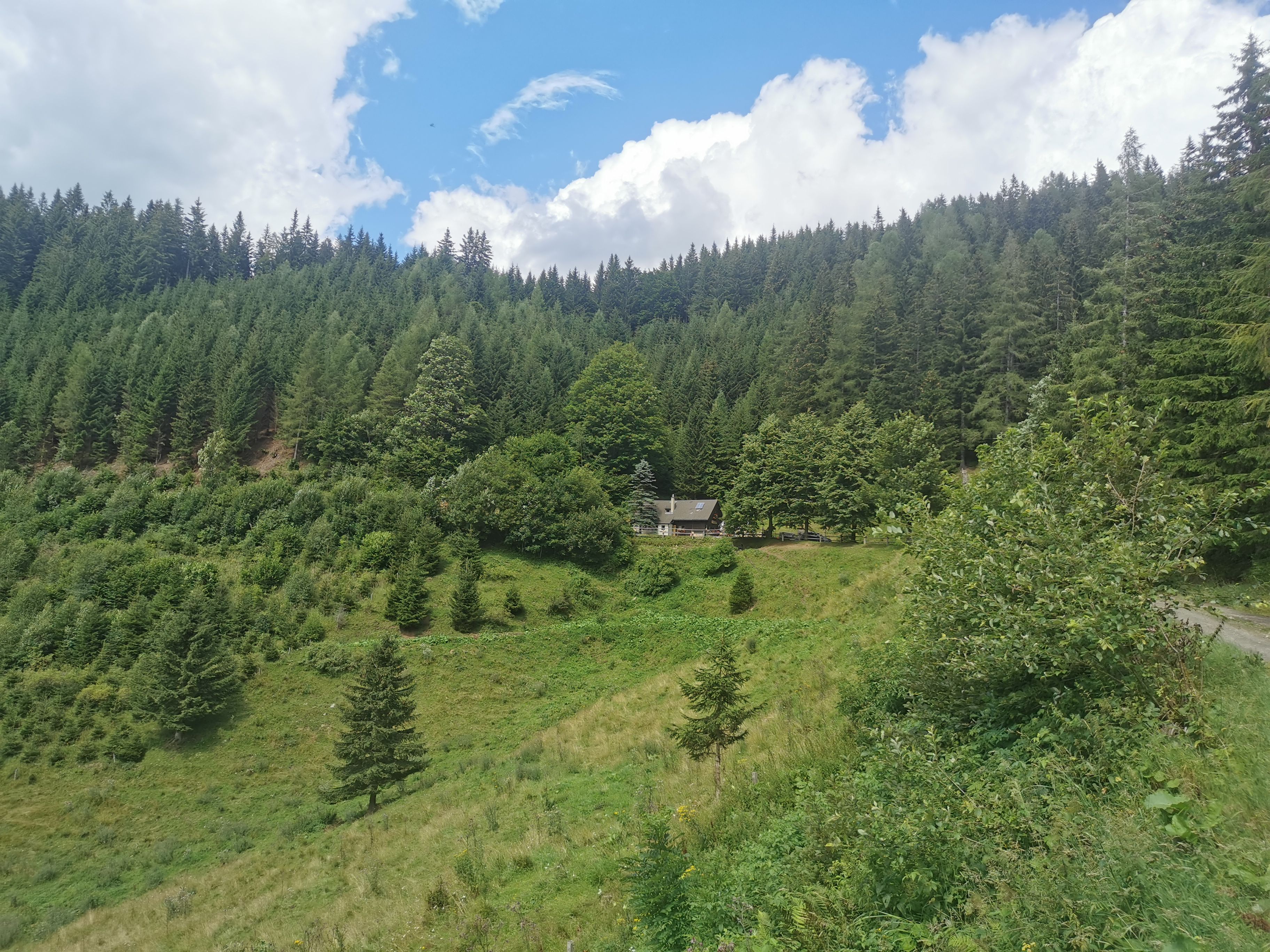
Die Utschmoaralm.
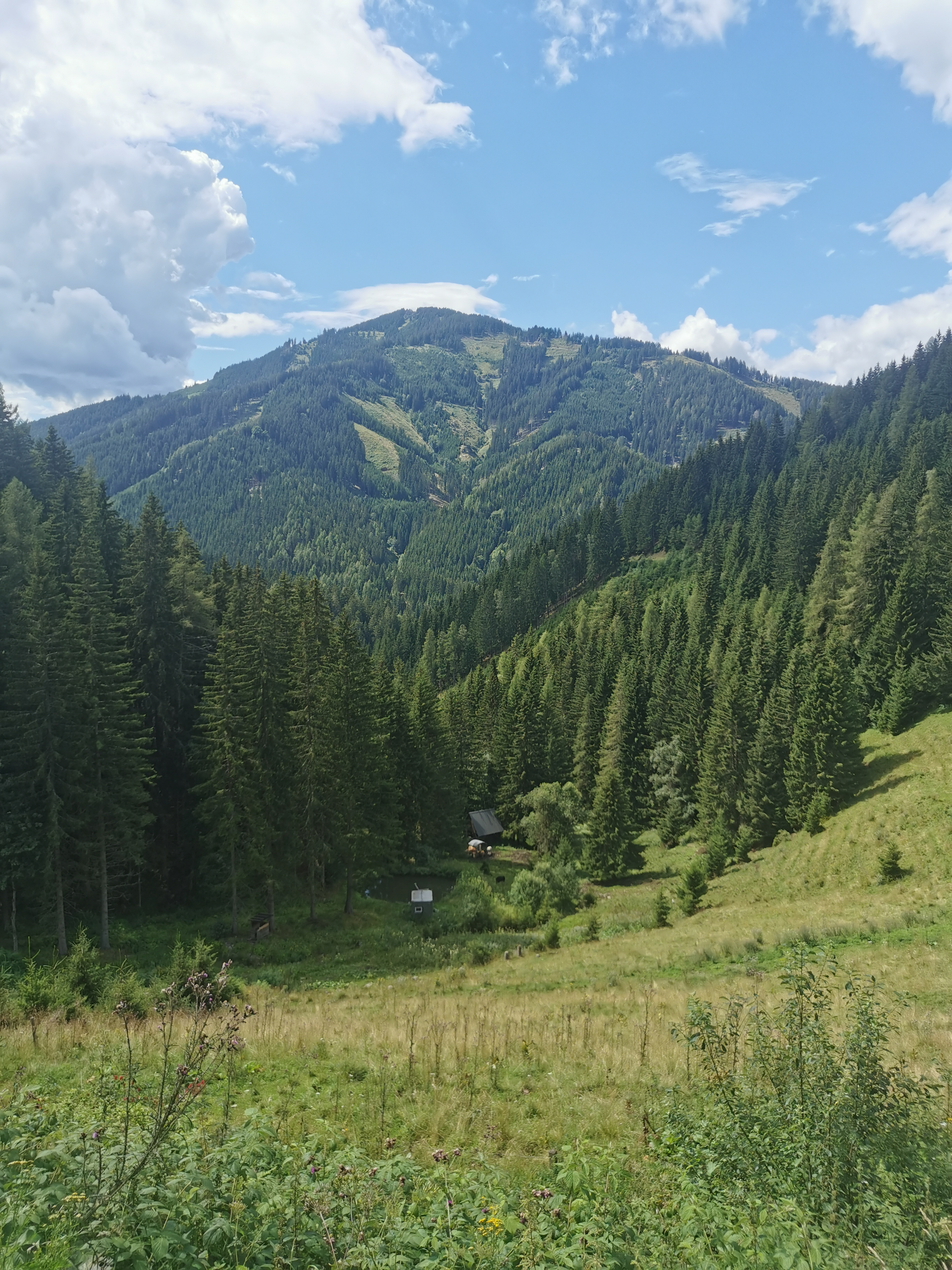
Blick von der Utschmoaralm über den östlichen Talschluss aufs Roßeck.
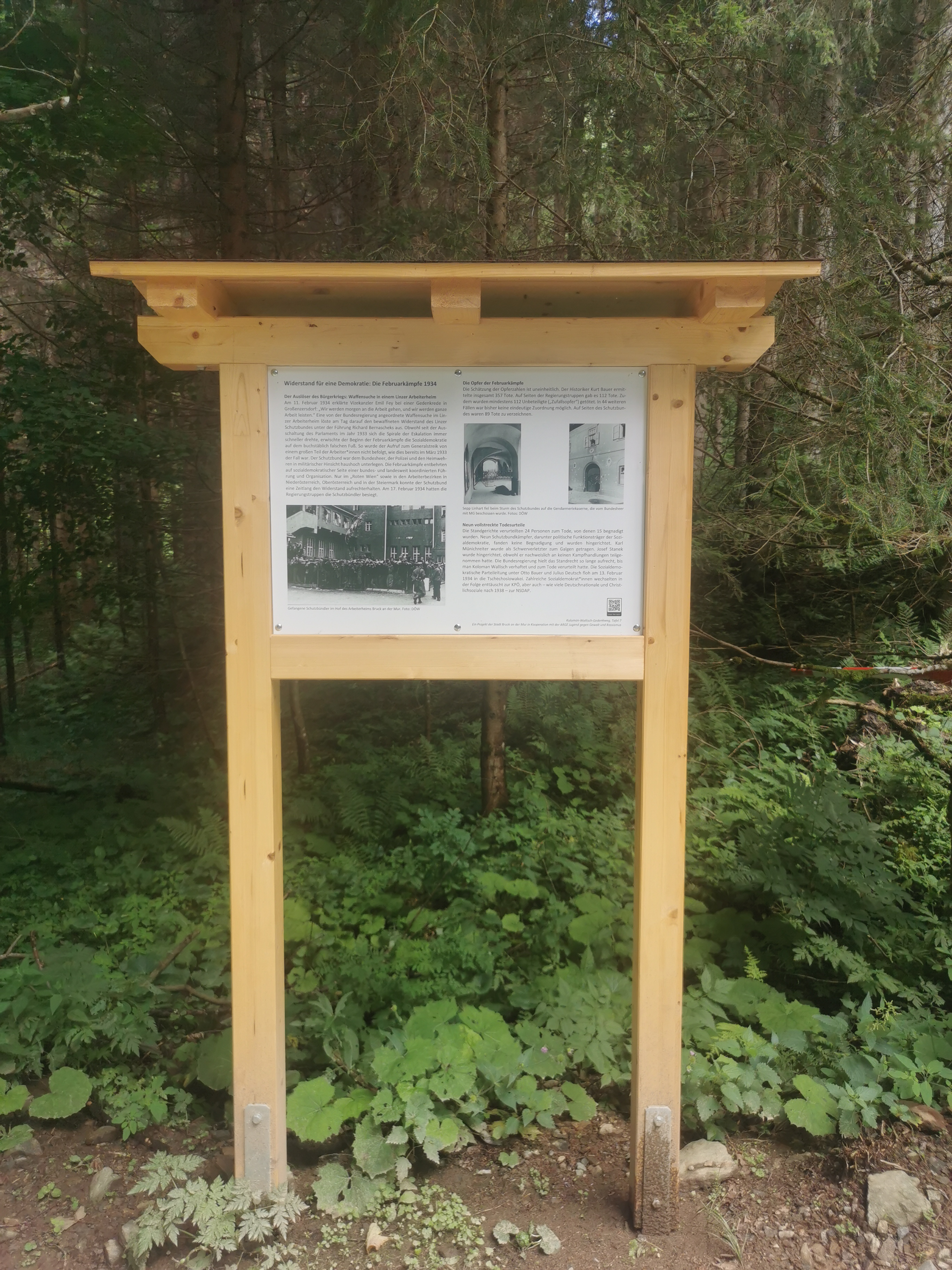
Wallisch-Gedenkweg, Infotafel 7: Widerstand für eine Demokratie.
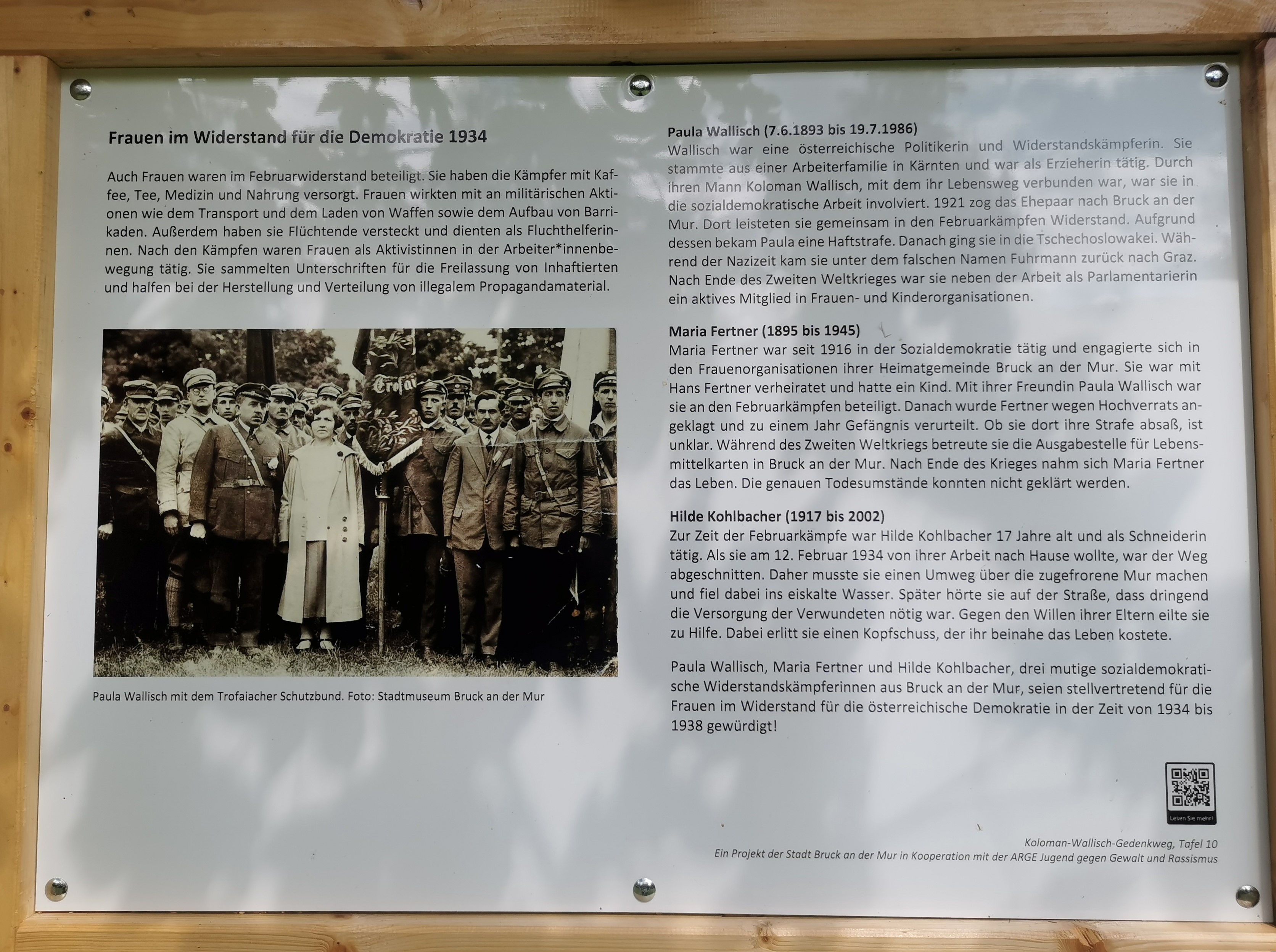
Wallisch-Gedenkweg, Infotafel 10: Frauen im Widerstand.